# Wolfgang Jacob
Wolfgang Jacob (* 18. September 1919; † 6. April 1994) war ein deutscher Arzt, Sozialmediziner und Medizinphilosoph.

## Leben
Wolfgang Jacob gehörte zur Schule von Viktor von Weizsäcker und zu den Vertretern der anthropologischen Medizin. Er habilitierte sich 1967 mit einer Schrift über Rudolf Virchow für das Fach Pathologie bei Wilhelm Doerr, wobei ihn der Medizinhistoriker Heinrich Schipperges unterstützte. Jacob arbeitete zunächst als Internist und Tuberkulosearzt in Heidelberg und bekam aufgrund seiner medizinanthropologischen Auffassungen berufliche Schwierigkeiten. Schließlich arbeitete er am Pathologischen Institut unter der Leitung von Wilhelm Doerr und leitete dort mit dem Segen des Institutsdirektors die Abteilung für Dokumentation, soziale und historische Pathologie. Von 1970 bis 1974 war er Prodekan der Fakultät für Theoretische Medizin und ab 1979 Leiter der Abteilung für Arbeits- und Sozialhygiene. Neben Veröffentlichungen u. a. zu den Spätfolgen der KZ-inhaftierung sind insbesondere grundlegende Arbeiten zur Medizintheorie und zum Gestaltkreis zu erwähnen.
Wolfgang Jacob legte Wert auf interdisziplinäre Zusammenarbeit. Bei der Tagung der Gesellschaft für Wissenschaftsgeschichte im Januar 1967 in Marburg war es ihm deshalb wichtig, dass der Heidelberger Erziehungswissenschaftler Hermann Röhrs an einem Forum „Fragen an eine moderne Wissenschaftsgeschichte“ teilnehmen konnte. Die Key-Note dieser Tagung hielt Karl Eduard Rothschuh inne. Wolfgang Jacob seinerseits sprach über den „Naturbegriff bei Virchow.“
Zu den Schülern von Wolfgang Jacob zählt der Medizinhistoriker Heinz Schott.
Wolfgang Jacob betreute auch Abschlussarbeiten an der Schwesternschule der Universität Heidelberg.

## Schriften (Auswahl)
- Wolfgang Jacob. Aus dem soziologischen Erbe Rudolf Virchows. Medizin als Wissenschaft vom Menschen. In: Janus, Brill, Leiden Band 52 (1965), S. 218–240
- Wolfgang Jacob: Kranksein und Krankheit: anthropologische Grundlagen einer Theorie der Medizin. Hüthig, Heidelberg 1978, ISBN 3-7785-0526-2
- Wolfgang Jacob: Medizinische Anthropologie im 19. Jahrhundert: Mensch, Natur, Gesellschaft. Beitrag zu einer theoretischen Pathologie. Zur Geistesgeschichte der sozialen Medizin und allgemeinen Krankheitslehre Virchows.
- Wolfgang Jacob, Gustav Wagner: Krankheiten des Nervensystems: Krankheiten des Nervensystems hervorgerufen durch physikalisch-chemische Einwirkungen.
- Wolfgang Jacob: Viktor von Weizsäcker. In: Dietrich von Engelhardt und Fritz Hartmann (Hrsg.): Klassiker der Medizin. Band 2: Von Philippe Pinel bis Viktor von Weizsäcker. München 1991, S. 366–387.
- P. Hahn, W. Jacob, L. Klinger: Gestaltkreislabor. Abschlussbericht. Medizinische Klinik der Universität Heidelberg. Heidelberg.
- Wolfgang Jacob: Sozialphysiologie und Gestaltkreis – Prolegomena zu einer sozialen Krankheitstheorie. Modelle der pathologischen Physiologie. W. Doerr, H. Schipperges (Hrsg.) 153-69. Springer, Berlin (u. a.).